# Kanton Saint-Laurent-de-Neste
Saint-Laurent-de-Neste is een voormalig kanton van het Franse departement Hautes-Pyrénées. Het kanton maakte deel uit van het arrondissement Bagnères-de-Bigorre. Het werd opgeheven bij decreet van 25 februari 2014, met uitwerking op 22 maart 2015. Alle gemeenten werden opgenomen in het nieuwe kanton La Vallée de la Barousse.

## Gemeenten
Het kanton Saint-Laurent-de-Neste omvatte de volgende gemeenten:
- Anères
- Aventignan
- Bize
- Bizous
- Cantaous
- Générest
- Hautaget
- Lombrès
- Mazères-de-Neste
- Montégut
- Montsérié
- Nestier
- Nistos
- Saint-Laurent-de-Neste (hoofdplaats)
- Saint-Paul
- Seich
- Tibiran-Jaunac
- Tuzaguet